# زافرا ليرمان
زافرا إم ليرمان، كيميائية أمريكية ومعلمة وناشطة إنسانية، كما أنها رئيسة مؤسسة مؤتمرات مالطا، التي تهدف إلى تعزيز السلام من خلال الجمع بين العلماء من الدول المعادية لبعضها لمناقشة العلوم وتعزيز التعاون العلمي والتقني الدولي. ترأست اللجنة الفرعية للجمعية الكيميائية الأمريكية المعنية بالحرية العلمية وحقوق الإنسان بين عامي 1986 و2010. نجحت في منع عمليات الإعدام، وإطلاق سراح سجناء الرأي، وإعطاء الحرية للمعارضين. حصلت على العديد من الجوائز في مجال التعليم والدبلوماسية العلمية، بما في ذلك الجائزة الرئاسية لعام 1999 من الرئيس الأمريكي كلينتون، وجائزة نايهولم للتعليم لعام 2005 من الجمعية الملكية للكيمياء (إنجلترا)، وجائزة الدبلوماسية العلمية لعام 2015 من الجمعية الأمريكية لتقدم العلوم، وجائزة أندريه ساخروف لحقوق الإنسان لعام 2016 من الجمعية الفيزيائية الأمريكية، وجائزة قمة نوفوس من الأمم المتحدة لعام 2016 لمساهمتها في تحقيق الهدف السادس عشر من أهداف التنمية المستدامة: السلام والعدل.

## بداية مسيرتها المهنية
حصلت ليرمان على درجة الدكتوراه في الكيمياء من معهد وايزمان للعلوم في رحوفوت في إسرائيل. أجرت بحثًا حول تأثيرات النظائر في معهد وايزمان للعلوم، وجامعة كورنيل وجامعة نورث وسترن في الولايات المتحدة، والمعهد الفدرالي السويسري للتكنولوجيا في زيورخ في سويسرا.

## التحصيل العلمي والفنون
وظفت ليرمان الفنون في تدريس العلوم على جميع المستويات. وأصبحت في عام 1977، أول عضو هيئة تدريس في كلية كولومبيا في شيكاغو، وهي مؤسسة للتعليم العالي متخصصة في مجالات الفنون والإعلام. أسست في عام 1981 قسم العلوم والرياضيات هناك، وشغلت منصب رئيس القسم حتى عام 1991. كما أسست في نفس العام معهد تعليم العلوم والتواصل العلمي (المعروف أيضًا باسم معهد العلوم) في كلية كولومبيا، وعملت كرئيسة له حتى عام 2009. تميزت منذ عام 1991 في مجالها كأستاذة في العلوم والسياسة العامة.
اقتُبس من محاضرتها عام 2011 والتي كانت بعنوان «الإبداع بثلاثة أبعاد» الاقتباس التالي والذي يعبر عن فلسفتها في التدريس: «يتذكر الطلاب المفاهيم المجردة ويفهمونها بشكل أفضل، عندما ينتجون مشاريعهم الفنية الخاصة ويوظفون إبداعهم (المخفيّ أحيانًا). ومن خلال هذه العملية، نعتبر الطلاب متعلمين نشطين، يستخدمون كل أجزاء أدمغتهم، بدلًا من كونهم مراقبين سلبيين».

## النشاط في السلام
لم تكتفِ ليرمان في تطوير طرق مبتكرة لتدريس العلوم من خلال الفنون، بل وظفت العلم لتعزيز السلام وحقوق الإنسان في جميع أنحاء العالم. عُينت في عام 1986 رئيسةً للجنة الفرعية المعنية بالحرية العلمية وحقوق الإنسان التابعة للجمعية الكيميائية الأمريكية. تضمنت مهمة هذه المجموعة مساعدة العلماء الذين سُجنوا لأسباب سياسية، وأسيئت معاملتهم أو حكم عليهم بالإعدام. شغلت هذا المنصب لمدة 25 عامًا.
بدأت ليرمان منذ عام 2001، العمل على تطوير مؤتمر علمي من شأنه أن يجمع باحثين من العديد من الدول المختلفة، والمعادية لبعضها في أغلب الأحيان، في منطقة الشرق الأوسط حتى يتمكنوا من العمل بشكل تعاوني من أجل حل المشكلات التي تواجه المنطقة. عُقد المؤتمر الأول في جزيرة مالطا بين 6-11 ديسمبر 2003، بدعم من الجمعية الكيميائية الأمريكية، والاتحاد الدولي للكيمياء البحتة والتطبيقية، والجمعية الملكية للكيمياء (إنجلترا)، والجمعية الكيميائية الألمانية. حضر هذا المؤتمر ستة من الحائزين على جائزة نوبل وعلماء من 15 دولة في الشرق الأوسط (البحرين، ومصر، وإيران، والعراق، وإسرائيل، والأردن، والكويت، ولبنان، وليبيا، والسلطة الفلسطينية، وقطر، والسعودية، وسوريا، وتركيا، والإمارات العربية المتحدة). تضمن المؤتمر ورش عمل لتعزيز التعاون عبر الحدود في مجال جودة الهواء والماء، وتعليم العلوم للجميع، والطاقة الخضراء.
وأتبع المنظمون باستضافة الاجتماع الثاني بعد ذلك بعامين، في مؤتمر مالطا 2. كُرّم الاجتماع من قبل السناتور الأمريكي ديك دوربين في كلمة ألقاها أمام مجلس الشيوخ الأمريكي بعنوان «الكيميائيون يعملون بشكل تعاوني».
قادت ليرمان المبادرة لمواصلة المؤتمرات، وأسست مؤسسة مؤتمرات مالطا لدعمها. كما حصلت على دعم اليونسكو.
شملت قائمة مؤتمرات مالطا ما يلي:
- مالطا 1 عام 2003، في مالطا
- مالطا 2 عام 2005، في مالطا
- مالطا 3 عام 2007، في إسطنبول في تركيا
- مالطا 4 عام 2009، في عمان في الأردن
- مالطا 5 عام 2011، في باريس في فرنسا
- مالطا 6 عام 2013، في مالطا
- مالطا 7 عام 2015، في الرباط في المغرب
- مالطا 8 عام 2017، في مالطا